# Margareta
Margareta je žensko osebno ime.

## Izvor imena
Ime Margareta je različica ženskega osebnega imena Marjeta.

## Pogostost imena
Po podatkih Statističnega urada Republike Slovenije je bilo na dan 31. decembra 2007 v Sloveniji število ženskih oseb z imenom Margareta: 795.

## Osebni praznik
Osebe z imenom Margareta godujejo takrat kot osebe z imenom Marjeta  